# Djupsjöbäcken
Djupsjöbäcken är ett naturreservat i Krokoms kommun i en enklav omgiven av Åre kommun i Jämtlands län.
Området är naturskyddat sedan 2013 och är 500 hektar stort. Reservatet ligger på Norra Prästbohöns västsluttning på en halvö i sydöstra Sönner-Djupsjön och består av granskog med inslag av lövträd.